# Таркино
Таркино — деревня в Сычёвском районе Смоленской области России. Входит в состав Вараксинского сельского поселения. Население — 2 жителя (2007 год). 
Расположена в северо-восточной части области в 9 км к северо-западу от Сычёвки, в 9 км западнее автодороги Р134 «Старая Смоленская дорога» Смоленск — Дорогобуж — Вязьма — Зубцов, на берегу реки Каменка. В 3 км восточнее деревни расположена железнодорожная станция Помельница на линии Вязьма — Ржев. 

## История
В годы Великой Отечественной войны деревня была оккупирована гитлеровскими войсками в октябре 1941 года, освобождена в марте 1943 года.